# José Ramón Martínez Larrauri
José Ramón Martínez Larrauri, noto anche come Larrauri, (Bilbao, 12 febbraio 1940), è un ex calciatore spagnolo.

## Carriera

### Club
Cresciuto nella società basca dell'Indautxu, debutta nella Segunda División spagnola nella stagione 1960-1961.
Nel 1965 viene acquistato dall'Athletic Bilbao, con cui esordisce in Prima divisione il 19 settembre 1965 nella partita Athletic-Valencia (1-0). Milita quindi per nove stagioni con i rojiblancos con cui disputa 277 incontri (200 di campionato), vince due coppe del generalìsimo e conclude la carriera nel 1974.

## Palmarès

### Club

#### Competizioni nazionali
- Coppa di Spagna: 2

Athletic Bilbao: 1968-1969, 1972-1973

#### Competizioni internazionali
- Pequeña Copa del Mundo: 1

Athletic Club: 1967